# FIBIN
FIBIN (англ. Fin bud initiation factor homolog (zebrafish)) – білок, який кодується однойменним геном, розташованим у людей на 11-й хромосомі. Довжина поліпептидного ланцюга білка становить 211 амінокислот, а молекулярна маса — 24 273.
| 10         |  | 20         |  | 30         |  | 40         |  | 50         |
| ---------- |  | ---------- |  | ---------- |  | ---------- |  | ---------- |
| MVFLKFFCMS |  | FFCHLCQGYF |  | DGPLYPEMSN |  | GTLHHYFVPD |  | GDYEENDDPE |
| KCQLLFRVSD |  | HRRCSQGEGS |  | QVGSLLSLTL |  | REEFTVLGRQ |  | VEDAGRVLEG |
| ISKSISYDLD |  | GEESYGKYLR |  | RESHQIGDAY |  | SNSDKSLTEL |  | ESKFKQGQEQ |
| DSRQESRLNE |  | DFLGMLVHTR |  | SLLKETLDIS |  | VGLRDKYELL |  | ALTIRSHGTR |
| LGRLKNDYLK |  | V          |  |            |  |            |  |            |

A: Аланін

C: Цистеїн

D: Аспарагінова кислота

E: Глутамінова кислота

F: Фенілаланін

G: Гліцин

H: Гістидин

I: Ізолейцин

K: Лізин

L: Лейцин

M: Метіонін

N: Аспарагін

P: Пролін

Q: Глутамін

R: Аргінін

S: Серин

T: Треонін

V: Валін

Локалізований у ендоплазматичному ретикулумі, апараті гольджі.
Також секретований назовні.